# 布恩福德 (北卡羅萊納州)
布恩福德（英語：Boonford）是位於美國北卡羅萊納州米切爾縣及揚西縣的鬼鎮。

## 歷史
布恩福德的郵局於1902年設立，其後於1951年停運。

## 地理
布恩福德所處的海拔為高於海平面737米（即2421英呎），而該地所採用的時區為UTC-5，即北美东部时区（EST）。同時該地設有夏令時間，為UTC-5調快一小時，即UTC-4（EDT）。